# Emilio Ortiz Grognet
Emilio Ortiz Grognet (Rosario, Santa Fe; 17 de agosto de 1879- Buenos Aires, Argentina; 15 de mayo de  1932) fue un dramaturgo, poeta, ensayista, novelista y crítico teatral y literario argentino. Fue uno de los pioneros críticos teatrales y literarios de la ciudad de Rosario.

## Carrera
Nació en el seno de una familia de ingentes recursos económicos pues, era hijo de Don Emilio Ortiz y sobrino de Martín Ortiz.
Cursó sus estudios secundarios en Colegio Nacional N° 1  de su ciudad natal y en las postrimerías del siglo se trasladó a Buenos Aires, con el propósito de seguir la carrera de Derecho. Pero la literatura lo atraía más que los códigos y abandonó la Facultad para incorporarse a la pléyade de talentos que, con inquieto tumultuoso y su inquieta vida interior, ponían en la plácida vida ciudadana.
Se incorporó a la redacción de El Tiempo, que dirigía Carlos Vega Belgrano. En 1901 el diario El País organizó un concurso de novelas breves, y Susana, de Emilio Ortiz Grognet, obtuvo uno de los primeros premios. En el mismo año Alfredo A. Bianchini fundó la revista Preludios y Ortiz Grognet, Emilio Becher  y Benjamín García Torres redactaban en ella cuatro páginas de crónicas y críticas de arte titulada El Crisol .
En 1904 estrena su primera obra teatral: En la sombra, traducida al italiano por la compañía de Tina Di Lorenzo, que actuaba en el Teatro San Martín.
Continua haciendo crítica sobre plástica, esta vez en La Capital, y estrena en 1917 una pequeña pieza, Así en la tierra como en el cielo, que publica tres años después en una revista local. En 1920, del mismo modo, da a conocer otra narración suya. En 1925, concordando con un imaginario segundo centenario de la ciudad, escribe su Canto al Rosario, levantando las banderas autoidentificatorias que su teatro nunca había sabido expresar, apelando al futuro, el trabajo, la riqueza, la industria y otros valores abstractos, para que lleven a Rosario, por fin a la capitalidad, esta vez de nueva provincia.
Perteneció a una camada de grandes pensadores literarios como fueron Roberto Payró, Atilio Chiappori, Alfredo López Prieto, Manuel Gálvez, Eugenio Díaz Romero, Eduardo Talero, Alberto Tena, Emilio Becher, Martín Malharro y Charles de Soussens.
Su drama en verso rico, fruido y caudaloso titulado El Conjuro fue estrenada por la compañía encabezada por Antonia Pellicer y Pedro Codina, en el Teatro Olimpo, en Rosario el 27 de mayo de 1909.
En Buenos Aires fundó El Palo Jabonado para velar por la estética de la producción teatral y organizar estrepitosos jaleos ante cada atentado artístico. 
Afectado por una enfermedad y en sillón de ruedas como resultados de fuertes dolores, fue publicando diversas obras: El mejor tesoro, La nena, La lunática y El salón de Apolo, que junto con La sombra, El conjuro y Susana constituyeron su producción total.
Fue pariente  de Diego Ortiz Grognet quien también fue autor de obras teatrales como fue el caso de Las curas milagrosas, comedia en 3 actos estrenada en 1914 por la Compañía de Roberto Casaux.

## Obras teatrales
- El mejor tesoro, drama de un acto, en prosa.
- La nena
- La lunática
- El salón de Apolo (con música de Eduardo F. García)
- La sombra, comedia en un acto de corte romántico.
- El conjuro, ambientada en la Sevilla del siglo XVI. Drama en tres actos, en verso.
- Susana (reeditada en 1918). Cuya protagonista se trata de "una sensitiva desheredada por la suerte", en clara clave romántica.
- Así en la tierra como en el cielo
- Canto al Rosario

## Fallecimiento
El dramaturgo Emilio Ortiz Grognet murió en su ciudad natal el 15 de mayo de 1932. En su homenaje el 10 de junio de 1932 se bautizó con su nombre el puente construido sobre la Avenida Puccio en cuya placa podía leerse: "Homenaje de la ciudad de Rosario al poeta que le cantó con fervorosa inspiración de hijo". En el acto de inauguración del puente habló el señor Luis Rodríguez Acasusso, en nombre y representación de la Sociedad General de Autores de la Argentina: 

"Cumplo con el gratísimo deber de adherir a la entidad al homenaje que la ciudad de Rosario rinde a la memoria de Emilio Ortiz Grognet, ciudadano, poeta e hijo dilecto de la gran urbe santafecina. Dramaturgo de la primera hora de nuestro teatro, se incorporó a la falange fundadora con un entusiasmo juvenil y su potente inteligencia con obras que, adelantadas, sin duda, para la época, anunciaban la calidad y la pasta de creador de belleza y de verdad que, como hombre de teatro, había en él. Con la misma fe y con igual entusiasmo colaboró en la obra de fundación de la primera entidad gremial de los autores, formando parte de la directivas y aportando a ellas su siempre útil consejo y su galvanizada simpatía. Su recuerdo permanece inmarcesible en el corazón de los autores argentinos que lo conocieron, lo amaron y lo respetaron, y en tan íntimo culto que la Sociedad que presidio se hace un deber en elevar por mi intermedio al señor Intendente Municipal de Rosario, a cuya iniciativa se realiza el justiciero homenaje, los votos de su enhorabuena y de su gratitud."

También, a modo de homenaje, la Escuela Part. Inc. Nro 1388 lleva su nombre. Esta institución, fundada en 1992, está ubicada  en Bulevar Rondeau 2770 Alberdi, en la localidad de Rosario; de la Provincia de Santa Fe. Se reconoce como una institución laica en tanto la educación que imparte garantiza libertad de conciencia y se enfoca en transmitir conocimientos sin connotaciones ni interpretaciones religiosas o de credo; así como evita la diferenciación, discriminación y prácticas educativas que contraríen los valores de cualquier religión.